# هیلی میس
هیلی میس (انگلیسی: Hailie Janae Mace؛ زادهٔ ۲۴ مارس ۱۹۹۷) بازیکن فوتبال در پست مدافع اهل ایالات متحده آمریکا است.

## باشگاهی
از باشگاه‌هایی که در آن بازی کرده‌است می‌توان به باشگاه فوتبال روزنگرد اشاره کرد.

## تیم ملی
وی همچنین در تیم‌های ملی فوتبال United States women's national under-23 soccer team و زنان ایالات متحده آمریکا بازی کرده‌است.